# 陳惪正
陳惪正（1701年—1774年），字醇叔，号葛城，直隸安州（今河北安新縣）人。清朝政治人物。

## 生平
雍正八年（1730年）庚戌科中進士。授吏部主事，升郎中，历官陕西按察使。乾隆八年（1743年），因審理陝西蒲城縣幼女命案期間，與兄陳惪華有密折來往。陳徳正因此被革，發軍台效力。六年后放歸原籍。在家鄉書院教書終老。有《葛城诗稿》。

## 家族
兄陳德榮、陳德華，皆進士。